# 후이산구

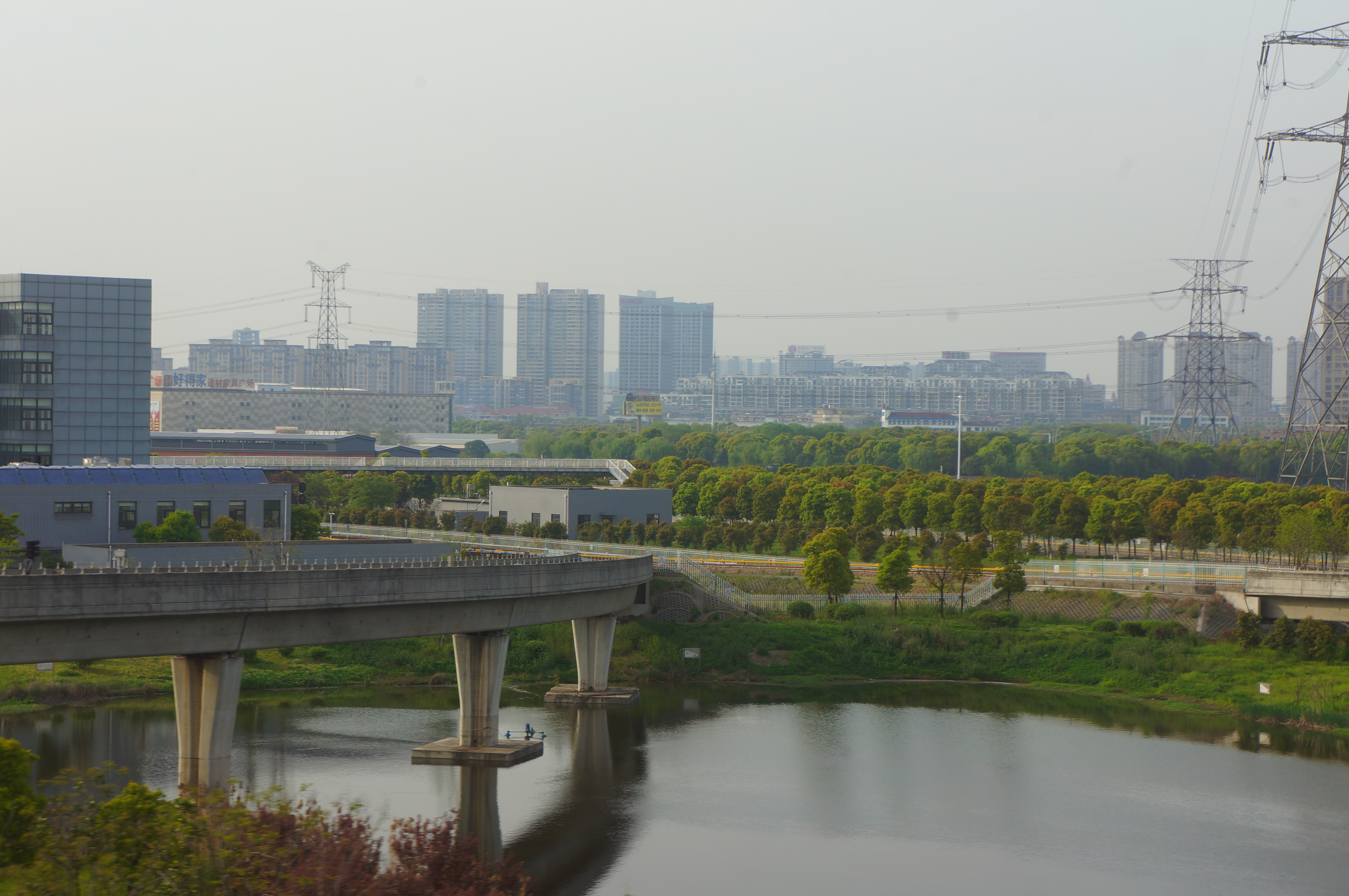

후이산구(한국어: 혜산구, 중국어: 惠山区, 병음: Huìshān Qū)는 중화인민공화국 장쑤성 우시 시의 행정구역이다. 넓이는 327km2이고, 인구는 2007년 기준으로 400,000명이다.

## 행정 구역
3개 가도, 4개 진을 관할한다.
- 가도: 堰橋街道, 長安街道, 錢橋街道.
- 진: 前洲鎮, 玉祁鎮, 洛社鎮, 陽山鎮.